# Portrait de Germanicus
Ce portrait de Germanicus, réalisé entre 14 et 19, a été découvert en 1844 à Béziers (Hérault) parmi un ensemble de dix têtes impériales romaines à l'emplacement de l'ancien forum antique. Il est conservé au musée Saint-Raymond, à Toulouse. Il est sculpté dans du marbre de Carrare.

## Personnage
Caïus Julius Caesar dit Germanicus est né à Rome en l'an 15 av. J.-C. et il est mort en 19 en Orient. Petit-neveu d'Auguste et neveu de Tibère, il est adopté par ce dernier, comme héritier présomptif. Très aimé, il est extrêmement populaire en son temps.
Le portrait pourrait avoir été fait au début du règne de Tibère, alors que Germanicus était âgé d'une trentaine d'années.

## Analyse
Cette représentation est proche du portrait de référence. L'atelier impérial de Rome donnait un prototype (Urbild en allemand) à partir duquel des séries de répliques étaient réalisées. On dénombre 26 répliques du portrait de Germanicus de « type Béziers ». Elles sont  essentiellement caractérisées par la frange de cheveux dont le schéma reprend de façon inversée, comme dans un miroir, celle de son oncle Tibère. On peut voir un symbole politique le désignant comme successeur de l'empereur. 
Au musée du Louvre se trouvent une statue en pied de Germanicus postérieure de quelques années, une statue en buste, ainsi qu'un fragment de tête en marbre de Paros dont le nez est abîmé . 
Cet exemplaire conservé au musée de Toulouse est presque intact et la représentation apparait particulièrement soignée. De grande qualité, il reste très bien conservé, le nez est à peine abimé par un éclat, l'oreille droite est ébréchée et le haut de l'oreille gauche est brisé. 
Le bouchon d'encastrement en forme de sabot permet de supposer que la tête appartenait à une statue cuirassée.

## Expositions
Ce buste a été présenté lors de l'exposition suivante :
- Exposition Claude, un empereur au destin singulier, de décembre 2018 à mars 2019 au musée des Beaux-Arts de Lyon[1].